# Vehicle híbrid endollable

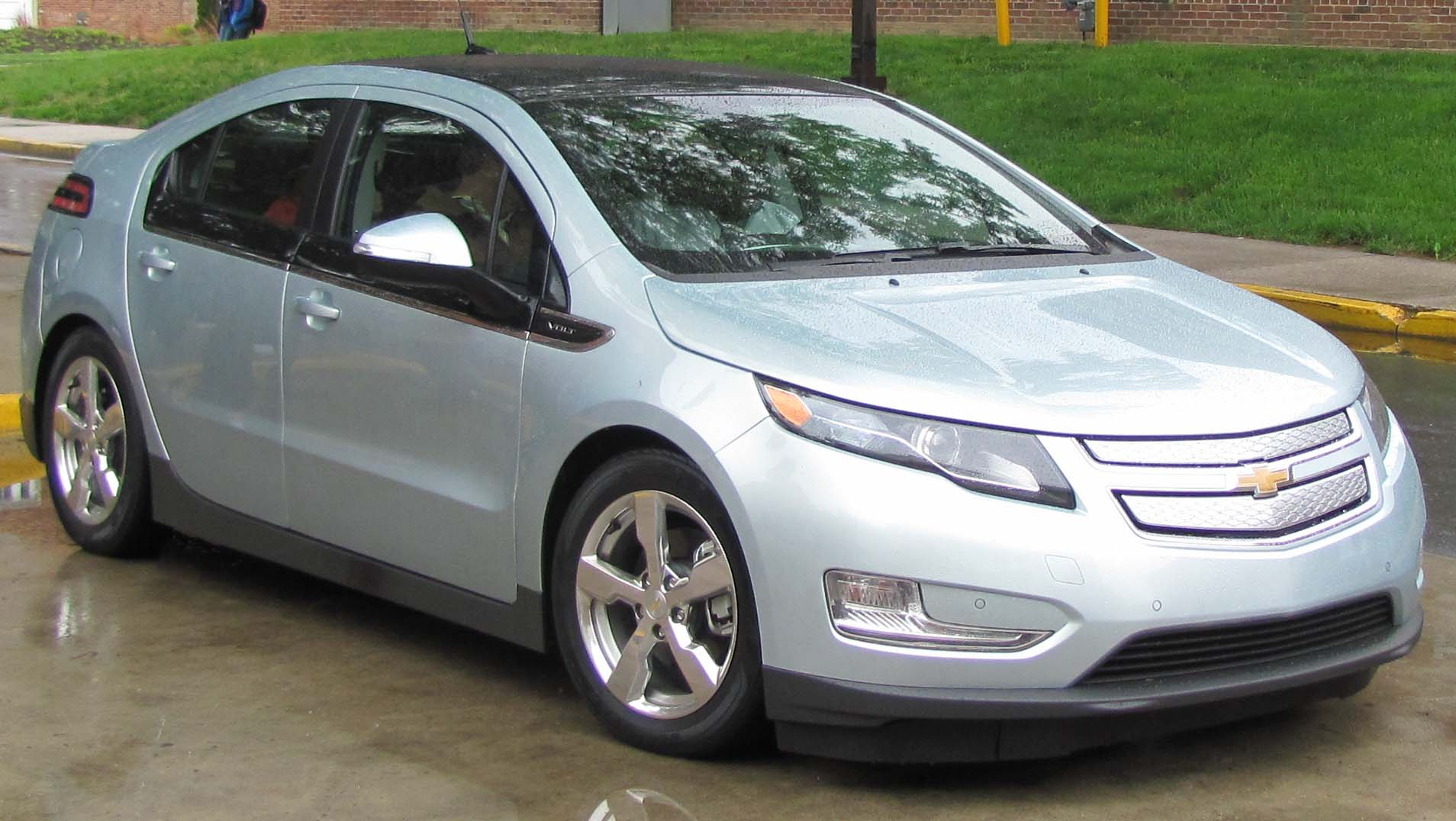
Chevrolet Volt. Primer híbrid endollable d'origen en venda als EUA.(Opel Ampera a l'UE)

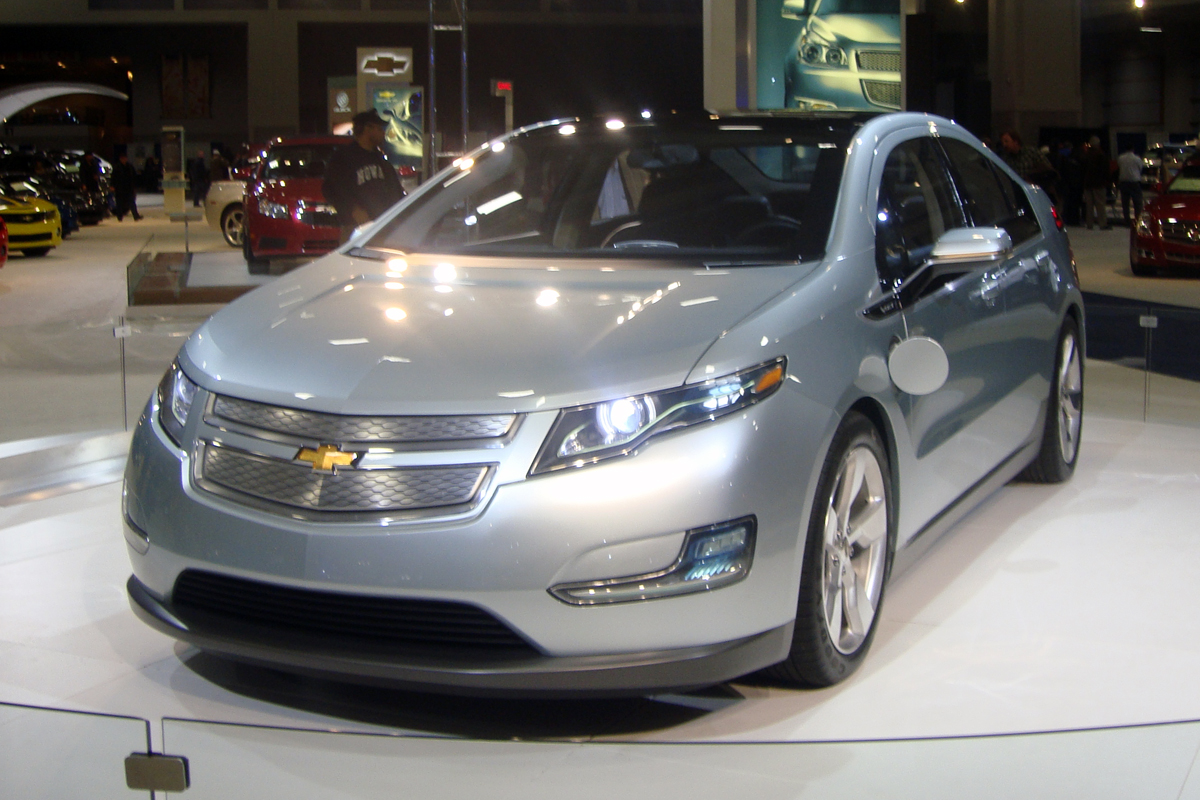
El Chevrolet Volt és un vehicle híbrid endollable que llançat al mercat a finals del 2010.

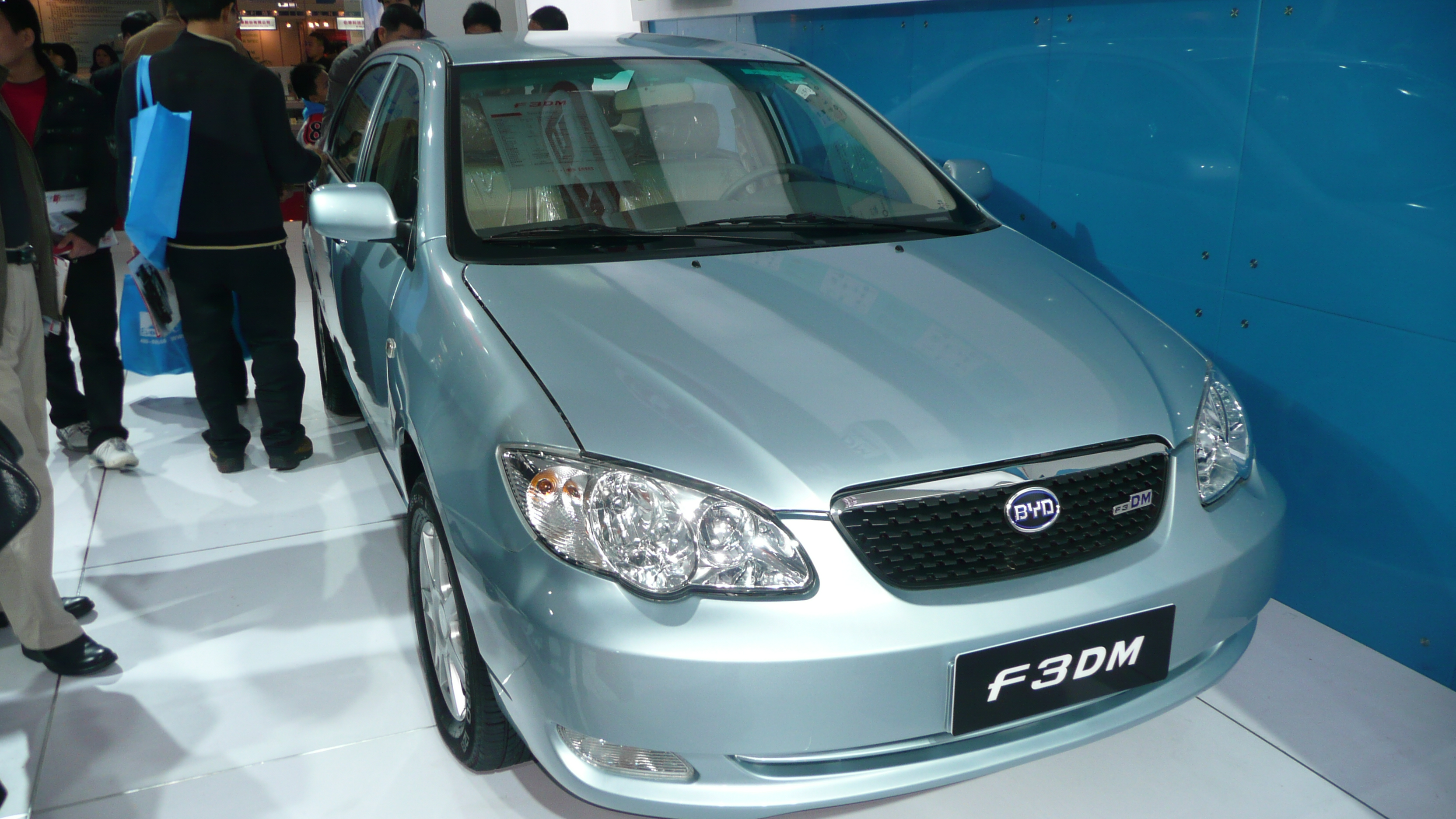
El BYD F3DM va ser el primer vehicle híbrid endollable de producció comercial llançat al món.

Un vehicle híbrid endollable (Plug-in Hybrid) es un vehicle híbrid que va equipat amb bateries que poden ser recarregades a un sistema elèctric exterior, normalment la xarxa elèctrica general (vegeu tipus de vehicle híbrid). Combina doncs les característiques d'un vehicle híbrid tradicional i les d'un vehicle elèctric pur.

L'interès d'aquest sistema s'ha anat fent evident a mesura que s'han popularitzat els híbrids clàssics (Toyota Prius, Honda Insight, etc..) demostrant que la tracció elèctrica és compatible amb la dels motors de combustió interna. El pas següent ha estat cercar l'extensió de la tracció elèctrica exclusiva a un radi molt més ampli que els escassos 2 quilòmetres del més difós dels híbrids, el Prius.
Inicialment han estat diferents empreses americanes que han transformat el model de Toyota Motor Corporation, incorporant noves bateries, que recarregades a la xarxa elèctrica general, permeten circular entre 50 i 100 quilòmetres, amb energia elèctrica. D'altra banda no varien les característiques del model que, amb el motor tèrmic, manté les mateixes prestacions originals.
Finalitzant la primera dècada del segle xxi, gairebé tots els grans fabricants d'automòbils treballen amb aquest concepte. Els pioners, a part de Toyota Motor Corporation, han estat el xinès BYD Auto, que ja el 2008 comercialitzà el model BYD F3DM, i General Motors, que el novembre del 2010 posà a la venda el Chevrolet Volt.

## Història
El primer vehicle híbrid endollable de producció comercial del món va ser el sedan F3DM PHEV-68 (PHEV109km), fabricat per l'empresa xinesa BYD Auto, llançat el 15 de desembre de 2008 al mercat local únicament per a ús en flotes a un preu de 149,800 iuan (USD $ 22,000) Toyota Motor Corporation, General Motors, Ford, Fisker Automotive, Aptera Motors, Volkswagen, Volvo i Hyundai van anunciar la producció d'automòbils híbrids endollables entre 2010 i 2012. El model esportiu de luxe Fisker Karma PHEV-50 (PHEV-80 km) es va programar per a iniciar les vendes al setembre de 2010 i el Chevrolet Volt PHEV-40 (PHEV-64 km) de General Motors va programar el seu llançament per al novembre de 2010 El vehicle esportiu utilitari Ford Escape PHEV-30 (PHEV-48 km) s'utilitzà als Estats Units en flotes de companyies de serveis públics, amb un programa per a ser venut al públic en general el 2012.
Fins 2010, la majoria dels híbrid endollables que circulaven als Estats Units eren conversions dels models Toyota Prius o Ford Escape Hybrid, els quals van ser modificats per utilitzar bateries recarregables i estan dotats de més bateries per estendre el rang d'operació en mode exclusivament elèctric. Diversos països, inclòs els Estats Units i diversos països europeus, han aprovat lleis per facilitar la introducció dels vehicles híbrids endollables, incloent crèdits d'impostos, reglamentació sobre emissions permeses, i finançament de investigació i desenvolupament de bateries i altres tecnologies avançades.
Durant l'any 2011 s'inicià la venda del Chevrolet Volt als EUA, posant en circulació 7.671 unitats.
A l'any 2012, es van aconseguir vendes significatives d'híbrids endollables als EUA: 23.461 Chevrolet Volt i 12.750 Toyota Prius Plug-in. Igualment a Europa es van comercialitzar, l'Opel Ampera, germà bessó del Volt, i el Prius Plug-in, amb unes perspectives per als anys següents d'autèntic creixement, amb l'entrada al mercat de marques tant conegudes i experimentades com Ford Motor Company (Ford C-Max Energi i Fusion Energi) i Honda (Honda Accord Plug-in Hybrid), marcant una tendència general (Volkswagen, Peugeot-Citroën, Mercedes-Benz, BMW,) cap a la hibridació.

## Terminologia
.

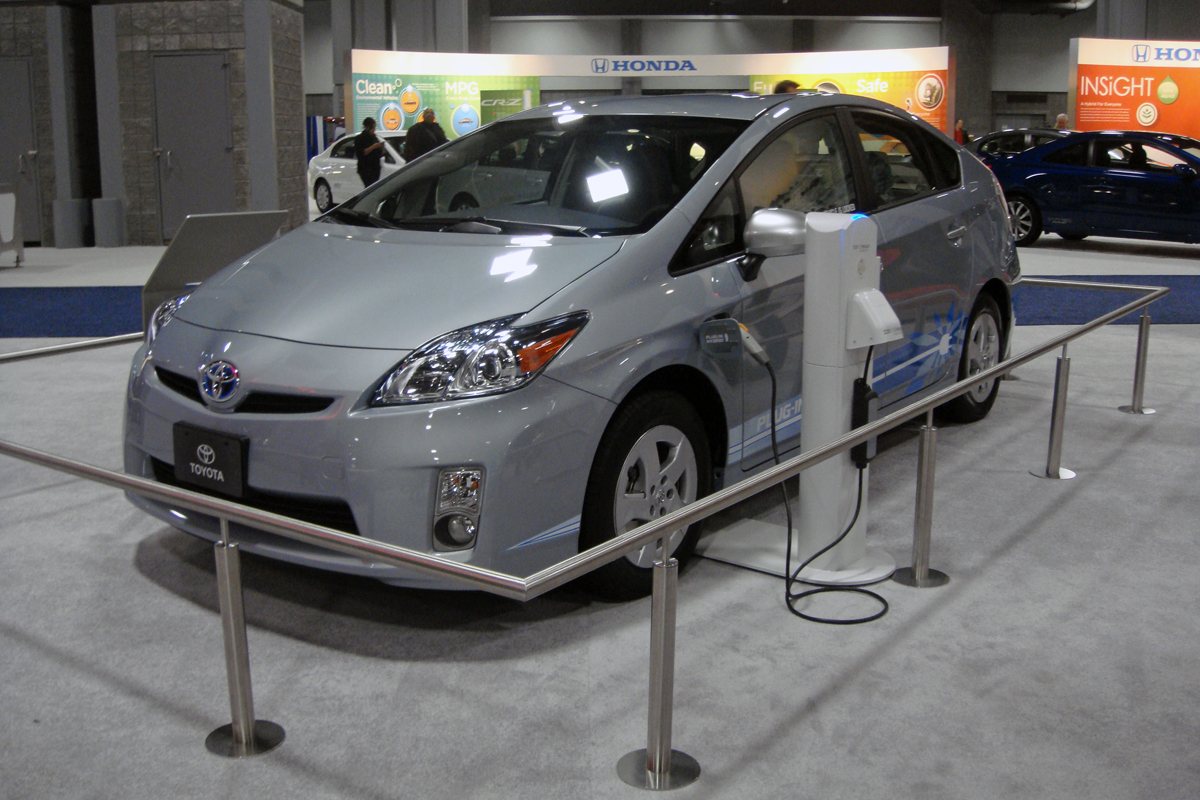
Toyota Prius Plug-in exhibit en el Show automobilístic de Washington, DC de 2010

El rang exclusivament elèctric d'un vehicle híbrid endollable es designa com PHEV-(Plug-in Hybrid Electric Vehicle) [milles]  o PHEV  [quilòmetres]  on el nombre representa la distància que el vehicle pot viatjar exclusivament amb l'energia elèctrica provinent de les bateries. Per exemple, un vehicle PHEV-20 pot viatjar vint milles (32 km) sense utilitzar la propulsió del motor de combustió interna. També pot ser designat com PHEV32km al sistema mètric decimal.
L'Acta de Seguretat i Independència Energètica de 2007 dels Estats Units defineix un vehicle elèctric endollable com un vehicle que: 
- Obté el seu poder de propulsió d'una bateria amb capacitat d'almenys 4 quilowatt-hora (kWh);
- Pot ser recarregat d'una font externa d'electricitat per a efectes del seu poder de propulsió, i
- És un vehicle automotor lleuger o automòbil tipus camioneta.

Aquestes característiques distingeixen un PHEV dels híbrids disponibles en el mercat, els quals no utilitzen electricitat de la xarxa de subministrament elèctric.
L'Institut d'Enginyers Electricistes i Electrònics (IEEE) defineix els PHEVs de manera similar a la llei nord-americana, però també requereix que el vehicle híbrid elèctric pugui viatjar com a mínim 10 milles (16 km) exclusivament amb energia elèctrica (PHEV-10; PHEV16km), sense consumir gasolina o dièsel.

## Beneficis

### Cost d'operació
.
.

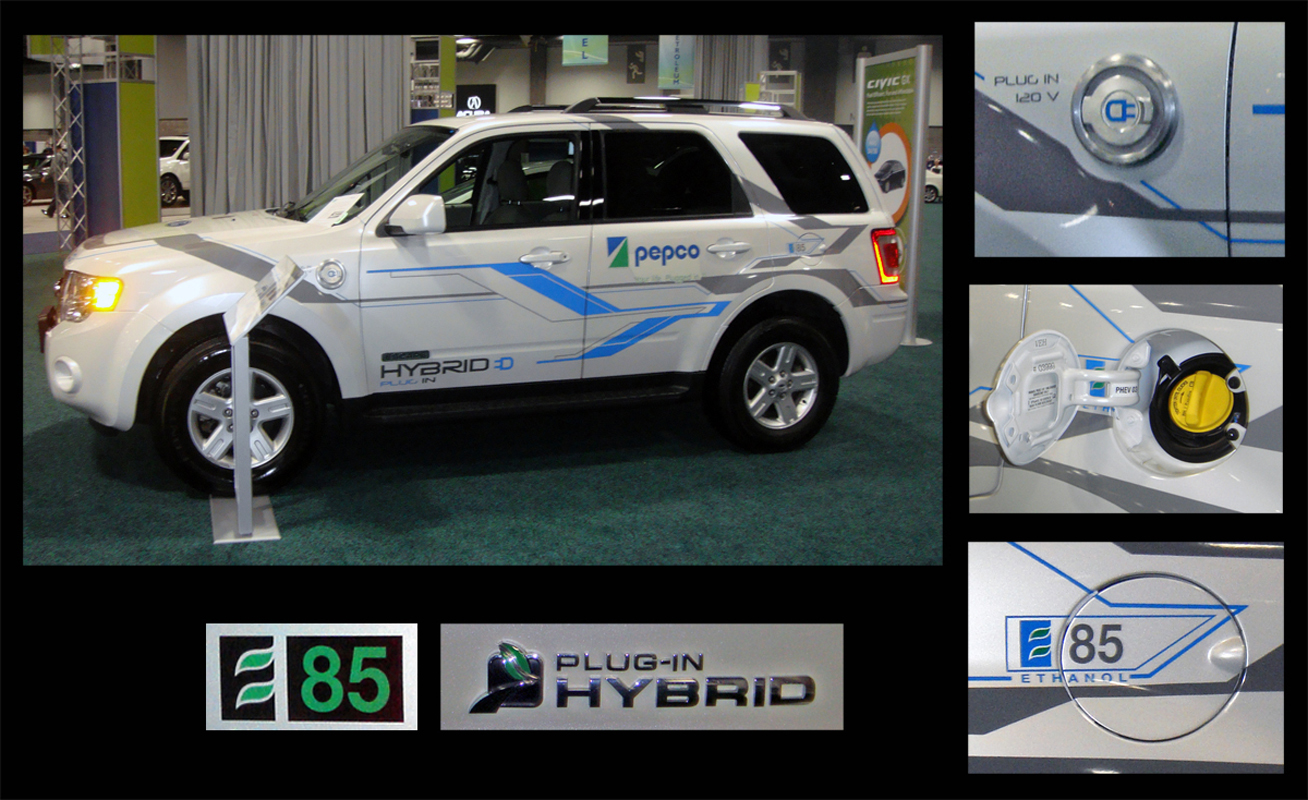
Vehicle de prova Ford Escape Plug-in Hybrid és un híbrid endollable de combustible flexible E85

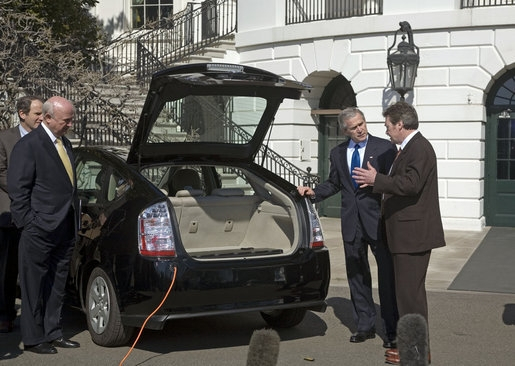
El 2007 el llavors president George W. Bush examinant en el jardí de la Casa Blanca un Toyota Prius convertit en híbrid endollable amb la tecnologia desenvolupada per l'empresa A123 Hymotion

El cost de l'electricitat per operar un híbrid endollable en mode exclusivament elèctric s'estima que és menys de la quarta part del cost de la gasolina d'un vehicle tradicional.
D'altra banda, s'espera que la majoria dels usuaris recarregui els seus vehicles durant la nit, de manera que s'aprofitarien les hores de baixa demanda del sistema de generació elèctrica,i la producció té un cost menor.

### Reducció de la contaminació i emissió de carboni
Comparat amb vehicles convencionals, els híbrids endollables redueixen la contaminació atmosfèrica, la dependència en el petroli i els combustibles fòssils i les emissions de gasos amb efecte d'hivernacle que contribueixen al escalfament global. Aquests beneficis s'originen en el fet que els PHEVs no utilitzen combustible fòssil durant la seva operació en mode exclusivament elèctric, sempre que les bateries hagin estat recarregades utilitzant electricitat renovable.
Addicionalment, la combinació de la tecnologia de l'híbrid elèctric endollable amb motors de combustible flexible que usin biocombustibles sostenibles (tal com el etanol produït a partir de canya de sucre) pot resultar en reduccions addicionals d'emissions de gasos amb efecte d'hivernacle.

### Eliminació del temor d'exhaurir la bateria
Una de les principals barreres per a l'adopció generalitzada dels vehicles 100% elèctrics és el temor dels conductors que la bateria exhaureixi la seva càrrega abans d'arribar al seu destí, anomenat en anglès com " range anxiety ". Els vehicles híbrids endollables resolen aquest problema pel fet que compten amb un motor que utilitza combustible convencional, el qual entra en funcionament en cas que s'exhaureixi la bateria o, com en el cas del Chevrolet Volt, el motor de combustió interna funciona com a generador que permet recarregar la bateria, ampliant així de manera significativa l'abast dels híbrids endollables en comparació amb els vehicles elèctrics.

## Desavantatges

### Cost, durabilitat i seguretat de les bateries
Entre les principals desavantatges dels vehicles híbrids endollables hi ha el cost addicional, la major grandària del paquet de bateries i el seu pes addicional, així com la seva seguretat i durabilitat. Tot i que s'espera que el cost total d'un híbrid endollable es redueixi en el futur proper, al cas del Chevrolet Volt, que serà llançat al mercat dels Estats Units a finals de 2010, s'estima que el cost de la bateria està entre USD 10.000 i USD 12.000, de manera que el preu de venda del vehicle s'estima en al voltant d'USD 40.000 A més el cost de la instal·lació de l'estació de càrrega de les bateries a la casa s'estima en al voltant d'USD 1.500.
Segons els resultats d'un estudi publicat el 2010 pel Consell Nacional d'Investigació dels Estats Units, el cost del paquet de bateries d'ió de liti és d'al voltant d'USD 1.700/kWh d'energia aprofitable, i considerant que un PHEV-10 (abast en mode 100% elèctric de 16 km) requereix prop de 2,0 kWh i un PHEV-40 (abast de 64 km) requereix al voltant de 8kWh, el cost per al fabricant del paquet de bateries és de prop d'USD 3.000 per al PHEV-10 i puja a USD 14.000 per al PHEV-40. Segons el mateix estudi, encara que per l'any 2020 s'espera una disminució del cost del paquet de bateries del 35%, la penetració de mercat dels PHEV seria baixa a causa del seu relatiu alt cost comparat amb els vehicles convencionals, i en conseqüència, la investigació va concloure que no és d'esperar que els híbrids endollables redueixin de manera significativa el consum de petroli ni les emissions de carboni abans de 2030, llevat que ocorri un avanç radical en la tecnologia per produir les bateries elèctriques.
| Cost comparatiu entre un PHEV-10 i un PHEV-40 (preus per 2010) | Cost comparatiu entre un PHEV-10 i un PHEV-40 (preus per 2010) | Cost comparatiu entre un PHEV-10 i un PHEV-40 (preus per 2010) | Cost comparatiu entre un PHEV-10 i un PHEV-40 (preus per 2010)                   | Cost comparatiu entre un PHEV-10 i un PHEV-40 (preus per 2010) | Cost comparatiu entre un PHEV-10 i un PHEV-40 (preus per 2010) | Cost comparatiu entre un PHEV-10 i un PHEV-40 (preus per 2010) | Cost comparatiu entre un PHEV-10 i un PHEV-40 (preus per 2010) |
| --- | -------------------------------------------------------------- | -------------------------------------------------------------- | -------------------------------------------------------------------------------- | -------------------------------------------------------------- | -------------------------------------------------------------- | -------------------------------------------------------------- | -------------------------------------------------------------- |
| Tipus de Plug-in per dèficit cap manera 100% elèctric | Model existent de producio similar                             | Tipus de tren motriu                                           | Cost addicional per al fabricant comparat amb un acte convencional del segment D | Cost del paquet de bateries d'ió liti                          | Cost de les millores en el sistema elèctric a la llar          | ' Estalvi esperat de gasolina comparat a un HEV'               | Estalvi anual de gasolina comparat a HEV (2)                   |
| PHEV-10 | Prius Plug-in (1)                                              | Al mateix temps                                                | USD 6.300                                                                        | USD 3.300                                                      | Més d'USD 1.000                                                | 20%                                                            | 70 galons (265 lt)                                             |
| PHEV-40 | Chevy Volt                                                     | En sèrie                                                       | USD 18.100                                                                       | USD 14.000                                                     | Més d'USD 1.000                                                | 55%                                                            | 200 galons (757 lt)                                            |
| Notes: (1) Considera un vehicle híbrid elèctric amb la tecnologia del Toyota Prius però amb un paquet de bateries més gran. L'abast en mode elèctric del Prius Plug-in s'estima en 14,5 milles (23 km) (2) Suposant un recorregut mitjà de 15.000 milles (24.000 km). |                                                                |                                                                |                                                                                  |                                                                |                                                                |                                                                |                                                                |

Segons la mateixa investigació del Consell Nacional d'Investigació nord-americana, tot i que un quilòmetre viatjat amb energia elèctrica és més barat que un que utilitza gasolina, els estalvis en combustible durant la vida útil del vehicle no són suficients per compensar l'alt cost de compra d'un híbrid endollable, i estima que caldrà esperar dècades abans que s'arribi a aquest punt d'equilibri entre el cost inicial i l'ESTALVI en costos d'operació. Addicionalment, es va concloure que és probable que calguin centenars de milers de milions de dòlars en subsidis i incentius del govern, perqué els Estats Units aconsegueixin una ràpida penetració de mercat.
Les bateries fabricades per Valence Technologies que van ser utilitzades per CalCars a les conversions dels primers Toyota Prius a híbrid endollable tenen un preu d'USD 12.000. La firma A123 Hymotion també ofereix la conversió d'híbrids convencionals a endollable per USD 10.000, però amb una potència inferior.

### Disponibilitat d'infraestructura per recarregar

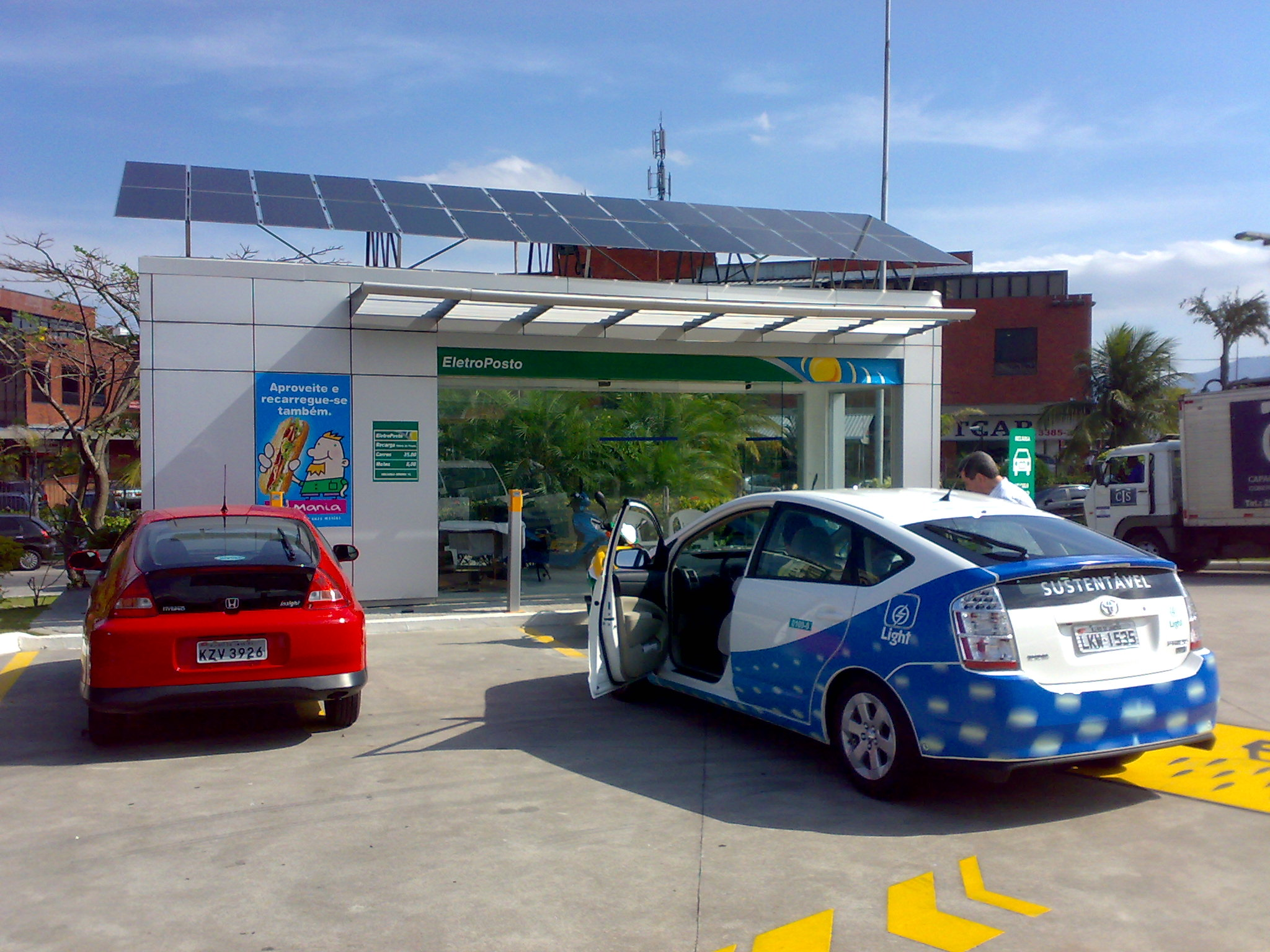
Toyota Prius convertit en híbrid endollable a la primera estació de recàrrega de Petrobras a Rio de Janeiro. L'energia és produïda amb panells solars ubicats al sostre de l'estació

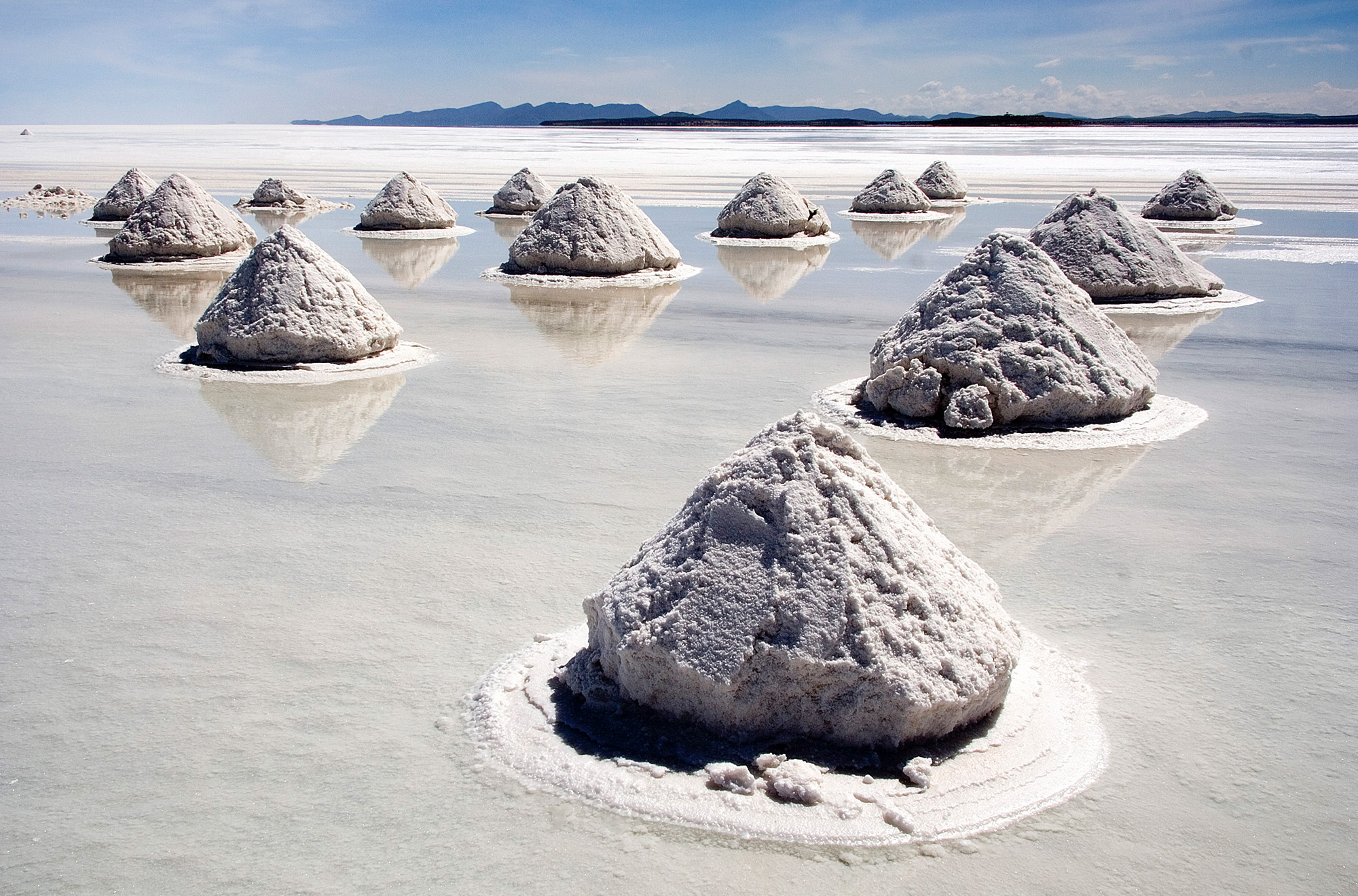
El Salar de Uyuni a Bolívia té una de les més grans reserves de liti a nivell mundial.

Encara que la majoria d'autors suposa que els vehicles híbrids endollables seran recarregats durant la nit al garatge de casa seva, moltes persones viuen en apartaments, immoble es en condomini, dormitoris i residències en centres urbans que no tenen garatge propi. D'aquesta manera, els que estacionen habitualment el seu vehicle en l'espai públic no tenen accés als endolls per a recarregar les bateries durant la nit. A més, encara que tenen un garatge a casa, eventualment podria necessitar recarregar en el seu lloc de treball o en els estacionaments de centres comercials i altres llocs públics. Per aquest motiu i per aprofitar al màxim la capacitat dels PEHVs d'operar en mode exclusivament elèctric, cal que les ciutats compten amb estacions públiques de recàrrega, així com els estacionaments dels llocs de treball, públics o privats, i els estacionaments d'establiments comercials. No obstant això, aquesta infraestructura que actualment és gairebé inexistent i va a requerir inversions per part dels governs i empreses privades.
Algunes ciutats de Califòrnia i Oregon, en particular San Francisco així altres ciutats veïnes del Àrea de la Badia de San Francisco i del Silicon Valley, la qual mateix que algunes empreses com Google i Adobe Systems, ja compten amb estacions públiques de recàrrega i tenen plans d'ampliar a curt termini el nombre d'estacions disponibles, tant per a ús de vehicles 100% elèctrics com híbrids endollables. En el cas de Google, el seu campus principal compta amb 100 estacions de recàrrega per a una flota d'híbrids que va ser convertida a endollables i posada a disposició dels seus empleats sota la modalitat de servei compartit. L'energia elèctrica és generada per panells solars i aquest programa pilot està sent detalladament monitoritzat, amb els resultats disponibles al lloc web de l'empresa.

### Emissions de carboni degudes al tipus d'electricitat
Encara que els híbrids endollables no utilitzen combustible fòssil durant la seva operació en mode exclusivament elèctric, les reduccions en emissions de carboni seran possibles només si les bateries han estat recarregades utilitzant electricitat renovable, com l'energia hidroelèctrica, solar o eòlica. Als Estats Units, però, la majoria de l'electricitat és generada amb carbó i gas natural, el que redueix i fins i tot podria augmentar les emissions de gasos amb efecte d'hivernacle.

### Sobrecàrrega del sistema de subministrament elèctric
La xarxa existent de subministrament elèctric, en particular els transformador és de les xarxes residencials, no compten amb capacitat per resistir la càrrega addicional que es generaria durant la nit si en un mateix barri es connecten diversos vehicles híbrids endollables al mateix temps. Conforme augmenti la penetració de mercat dels híbrids endollables serà necessari realitzar inversions per millorar les xarxes de distribució local per atendre la càrrega addicional d'electricitat.

### Disponibilitat de liti i altres metalls rars
Amb la tecnologia actual basada en bateries d'ió de liti i l'ús de motors elèctrics, s'espera que la demanda per liti, metalls pesants i altres elements rars (com ara neodimi, el bor i el cobalt) creixerà en forma significativa a mitjà i llarg termini. Les majors reserves mundials de liti i d'altres metalls necessaris, es troben en països amb governs inestables o hostils als Estats Units i Europa, amb la qual cosa es corre el risc de canviar la dependència del petroli per la dependència d'aquests altres metalls.